# Ulongué
Ulongué – miasto na Mozambiku, w prowincji Tete.